# Spolsener Moor
Koordinaten: 53° 21′ 56″ N, 7° 53′ 2″ O

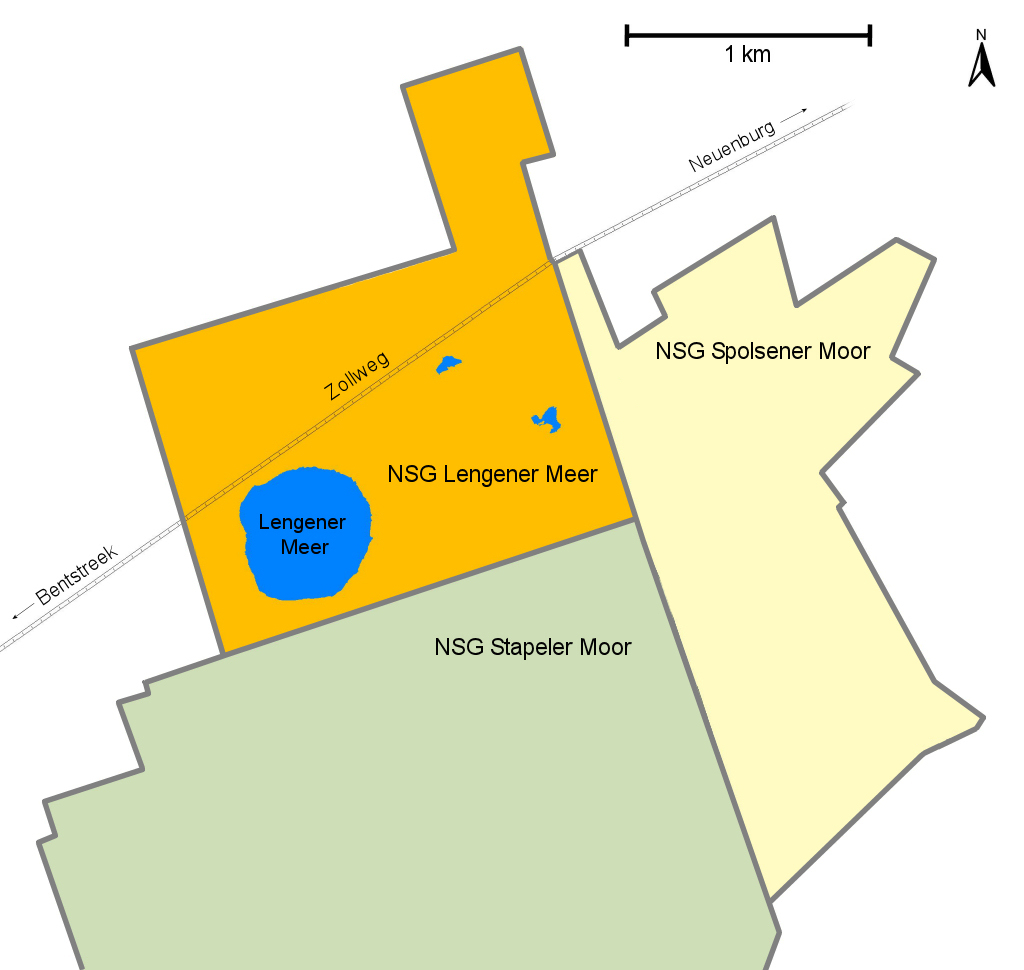
Übersichtskarte der Naturschutzgebiete um das Lengener Meer im FFH-Gebiet „Lengener Meer, Stapeler Moor, Baasenmeers-Moor“

Das Spolsener Moor ist ein ehemaliges Naturschutzgebiet in der niedersächsischen Gemeinde Zetel im Landkreis Friesland.
Das Naturschutzgebiet mit dem Kennzeichen NSG WE 176 war rund 245 Hektar groß. Es war größtenteils Bestandteil des FFH-Gebietes „Lengener Meer, Stapeler Moor, Baasensmeer-Moor“. Im Westen grenzte es direkt an die Naturschutzgebiete „Lengener Meer“ und „Stapeler Moor“, im Norden stellenweise an die Landschaftsschutzgebiete „Am Zollweg“ und „Ruttelerfeld“. Das Gebiet stand seit dem 6. September 1986 unter Naturschutz. Es ist zum 1. September 2016 in dem neu ausgewiesenen Naturschutzgebiet „Stapeler Moor und Umgebung“ aufgegangen. Zuständige untere Naturschutzbehörde war der Landkreis Friesland.
Das ehemalige Naturschutzgebiet liegt in etwa zwischen Westerstede und Friedeburg. Es stellt ein durch Torfabbau stark verändertes Hochmoor als Teil der sich früher über große Gebiete erstreckenden ostfriesischen Zentralmoore unter Schutz, das sich nach Wiedervernässungsmaßnahmen, die Mitte der 1970er-Jahre begonnen wurden, renaturieren soll. Im nördlichen Bereich des Naturschutzgebietes ist ein Mosaik aus Moorwald, Moorheide und Grünlandbereichen zu finden. Nach Süden schließen sich feuchte Moorheiden im Bereich ehemaliger Torfstiche, die vielfach mit Wasser vollgelaufen sind, sowie Pfeifengraswiesen an.
Das ehemalige Naturschutzgebiet ist Lebensraum einer teilweise wieder hochmoortypischen Flora und Fauna. So sind hier Moorknabenkraut, Moorstablilie, Rundblättriger Sonnentau, Schmalblättriges Wollgras sowie Moorbirkenwälder, Pfeifengräser, Besen-, Glocken-, Rosmarinheide und Krähenbeere zu finden. Das ehemalige Naturschutzgebiet ist Lebensraum von Nordischer Moosjungfer, Moor- und Grasfrosch, Kreuzotter, Waldeidechse, Krickente, Bekassine, Wasserläuferarten und Baumfalke. Feuchte Grünlandflächen haben eine große Bedeutung für Wiesenbrüter wie den Kiebitz. Teile des ehemaligen Naturschutzgebietes werden zur Pflege mit Schafen und Ziegen beweidet.
Im Norden des ehemaligen Naturschutzgebietes befindet sich ein Lehrpfad mit mehreren Infotafeln.